# 北條政村
北條政村（1205年7月10日—1273年6月13日，元久2年6月22日-文永10年5月27日）是日本鎌倉時代鎌倉幕府第七代執權，北條家政村流之始祖，是第二代執權北條義時的第五子，母親為伊賀氏、第三代執權北條泰時之異母弟。先後娶九條賴經之女及三浦重澄之女為妻。

## 少年時期
建保元年（1213年）12月28日，由第三代將軍源實朝在7歲時賜名政村。1224年，北條政村的父親北條義時死後，母親伊賀氏與兄伊賀光宗及藤原實雅謀劃立政村為執權，因為事敗伊賀氏被尼將軍北條政子流放至伊豆國，世稱“伊賀氏之亂”。兄長北條泰時繼任執權後寬大地免除政村的罪。

## 就任連署
延應元年（1239年）10月，北條政村就職為幕府的評定衆。政村的烏帽子親三浦義村被第五代執權北條時賴派兵滅族，但是政村卻未受影響，更於建長元年（1249年）12月成為引付頭人。建長8年（1256年）3月其兄北條重時出家引退、以52岁之齡代兄出任成為第三任連署。

## 就任執權及再任連署

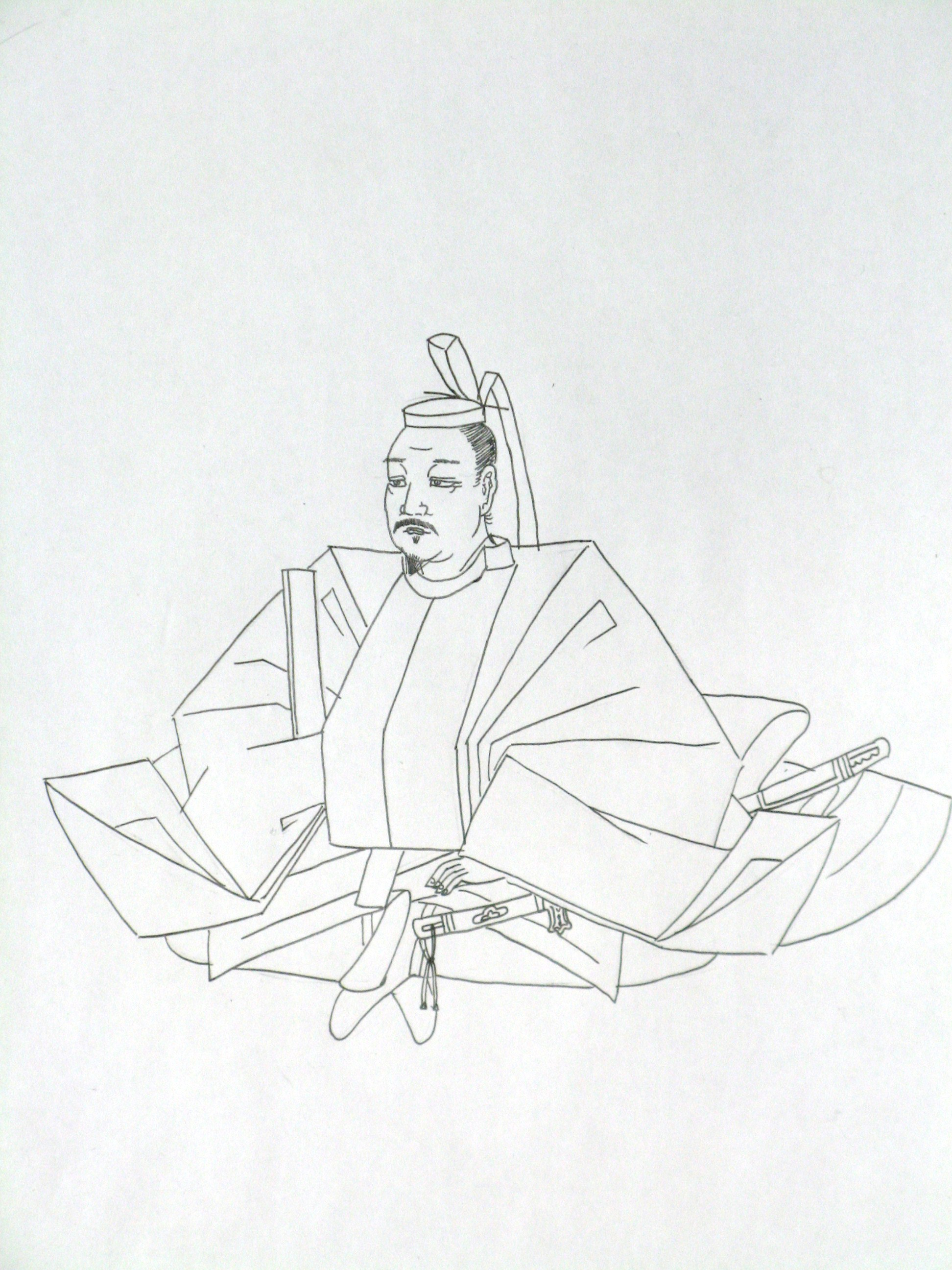
執權·北條政村肖像畫

文永元年（1264年）7月，第六代執權、北條政村的侄兒北條長時因病出家而得宗家的後繼者北條時宗只有14岁，當時60岁的北條政村為了北條家而擔任第七代執權，輔助年幼的得宗北條時宗掌理朝政。文永3年（1266年），北條時宗以宗尊親王涉嫌謀叛的罪名解除其征夷大將軍之職，以其嗣子惟康親王繼任。
文永5年（1268年）1月忽必烈第二次派使者送來蒙古國書開始，忽必烈或通過高麗使者，或通過元朝大使，又繼續發送了一系列的信件，並以戰爭相威脅。同年3月，64岁的北條政村決定將執權之位讓給18岁的北條時宗，北條政村再任連署以輔助時宗。文永10年（1273年）5月，北條政村出家，同月以69岁之齡逝世。